# Каварта-Лейкс
Каварта-Лейкс (англ. Kawartha Lakes) — однорівневий муніципалітет у провінції  Онтаріо, Канада.

## Населення
Головні населені пункти муніципалітету:

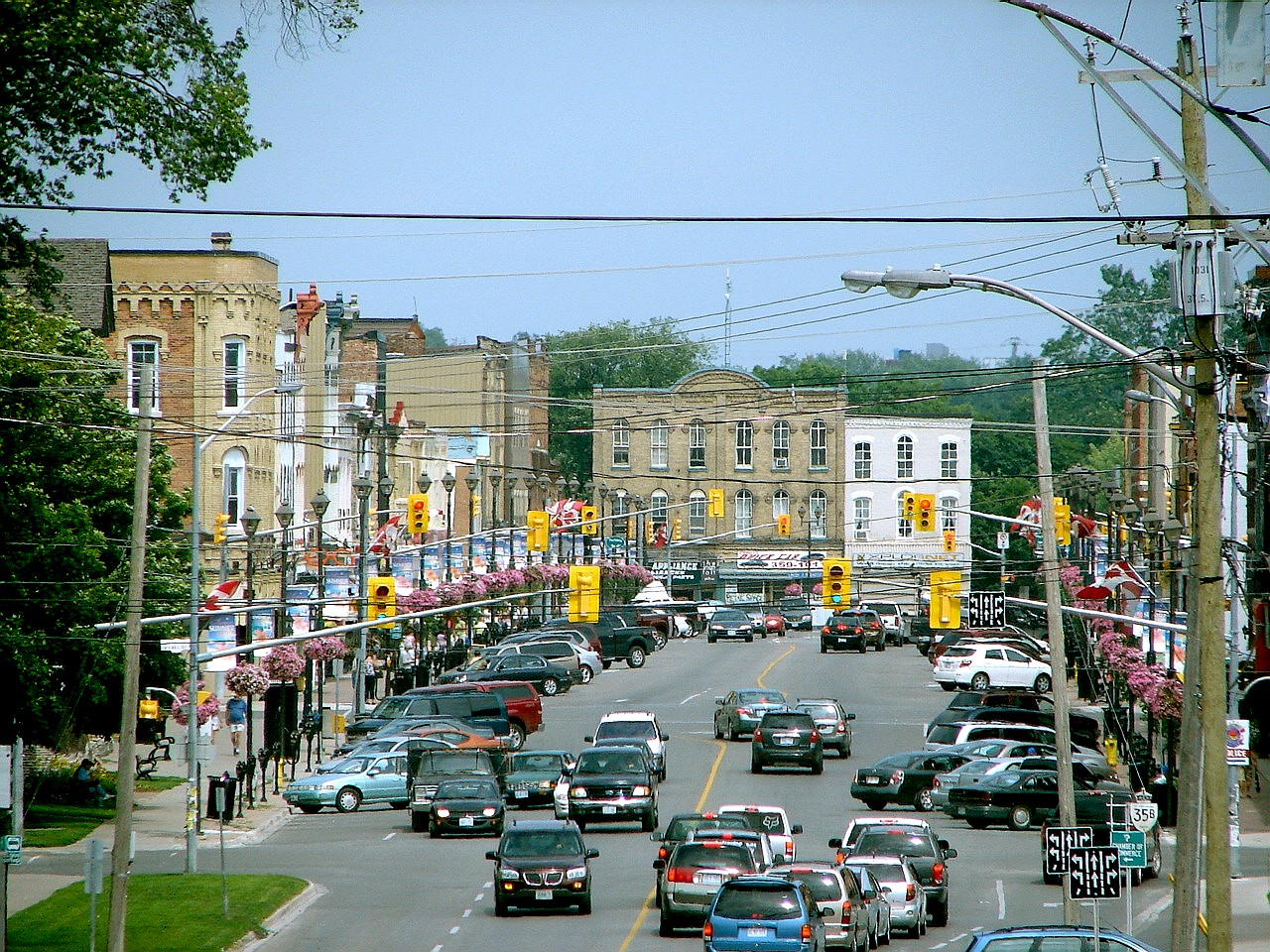
Ліндсей

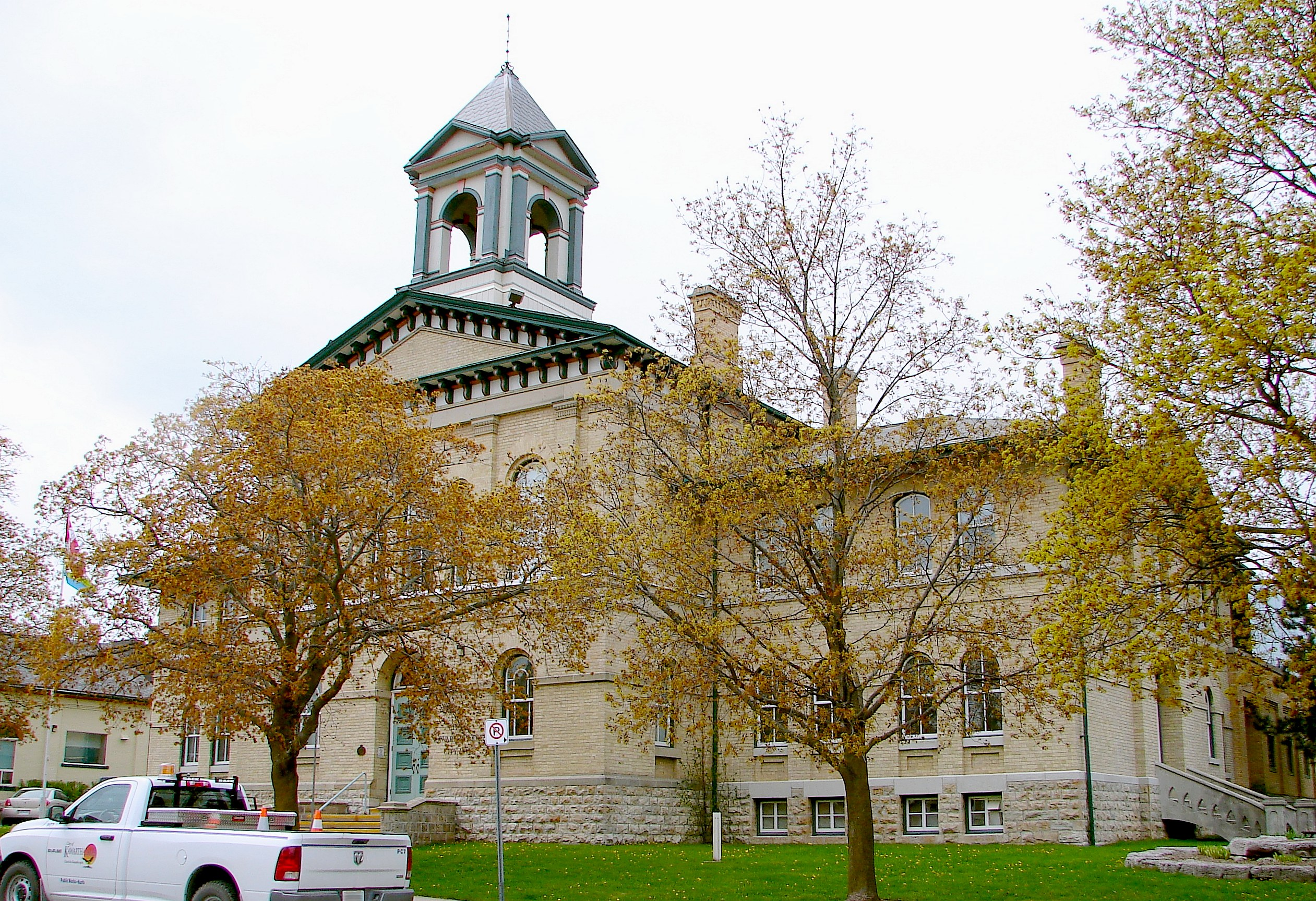
Ратуша Каварта-Лейкс

- Бобкейджен (англ. Bobcaygeon)
- Фенлон-Фоллс (англ. Fenelon Falls)
- Ліндсей (англ. Lindsay)
- Омемі (англ. Omemee)
- Вудвіль (англ. Woodville)

## Провінційні парки й Природоохоронні території
- Дика Земля Провінційний парк «Королева Єлизавета II »  (англ. Queen Elizabeth II Wildlands Provincial Park[en])
- Провінційний парк «Балсам-Лейк»  (англ. Balsam Lake Provincial Park)
- Провінційний парк «Індіан-Пойнт»  (англ. Indian Point Provincial Park)
- Провінційний парк «Емилі»   (англ. Emily Provincial Park)
- Природоохоронна територія  «Пігіон-Ривер»   (англ. Pigeon River Headwaters Conservation Area)
- Природоохоронна територія  «Флітвуд Крік» (англ. Fleetwood Creek Conservation Area)
- Природоохоронна територія  «Винді-Ридж» (англ. Windy Ridge Conservation Area)
- Природоохоронна територія  «Кен Рід» (англ. Ken Reid Conservation Area)

## Зовнішні посилання
- City of Kawartha Lakes [Архівовано 18 лютого 2014 у Wayback Machine.]

[undefined] Помилка: {{Lang}}: немає тексту (допомога)